# Episodi di Due South - Due poliziotti a Chicago (terza stagione)
La terza stagione della serie televisiva Due South - Due poliziotti a Chicago è stata trasmessa in anteprima in Canada dalla CTV tra il 14 settembre 1997 e il 22 marzo 1998.
| nº | Titolo originale               | Titolo italiano | Prima TV Canada   | Prima TV Italia |
| -- | ------------------------------ | --------------- | ----------------- | --------------- |
| 1  | Burning Down the House         |                 | 14 settembre 1997 |                 |
| 2  | Eclipse                        |                 | 21 settembre 1997 |                 |
| 3  | I Coulda Been a Defendant      |                 | 28 settembre 1997 |                 |
| 4  | Strange Bedfellows             |                 | 5 ottobre 1997    |                 |
| 5  | Seeing Is Believing            |                 | 12 ottobre 1997   |                 |
| 6  | The Bounty Hunter              |                 | 19 ottobre 1997   |                 |
| 7  | Mountie and Soul               |                 | 26 ottobre 1997   |                 |
| 8  | Spy vs. Spy                    |                 | 2 novembre 1997   |                 |
| 9  | Asylum                         |                 | 16 novembre 1997  |                 |
| 10 | Perfect Strangers              |                 | 30 novembre 1997  |                 |
| 11 | Dead Guy Running               |                 | 4 gennaio 1998    |                 |
| 12 | Mountie on the Bounty (Part 1) |                 | 15 marzo 1998     |                 |
| 13 | Mountie on the Bounty (Part 2) |                 | 22 marzo 1998     |                 |